# Шорттрек на зимните олимпийски игри 2010
Състезанията по шорттрек на зимните олимпийски игри през 2010 г. се провеждат в залата Пасифик Колизеум във Ванкувър. Участниците се състезават в десет дисциплини, от които осем индивидуални и две отборни.
Най-много златни медали печелят представителите на Китай – четири. Най-много медали печелят южнокорейските състезатели. Останалите три страни, които печелят медали са Канада, САЩ и Италия.
И Чън-Су от Южна Корея и китайката Уан Мън печелят по два индивидуални златни медала – той на 1000 и на 1500 метра, а тя на 500 и 1500 м.
За България участват трима състезатели, като най-добре се класира Евгения Раданова, която заема седмо място на 1500 м и девето на 500 м.

## Дисциплини мъже

### 1500 м. мъже
Финалът на 1500 м. мъже се провежда на 13 февруари 2010 година. Златен медалист става кореецът И Чън-су, следван от американците Аполо Антон Оно и Джон Робърт Селски. Това е първи златен олимпийски медал за И Чън-су и първи бронзов олимпийски медал за Селски. 
На финала южнокорейците и Оно непрекъснато сменят места по време на надбягването. Влизайки в последната обиколка, корейците успяват да блокират Антон Оно и са в позиция да спечелят и трите медала. Но само метри преди финала И Хо-сък и Сън Ши-бек се сблъскват, губят равновесие, падат и се отзовават в стената. Това позволява на Аполо Антон Оно и неговия сънародник Джон Робърт Селски да спечелят сребро и бронз. И Чън-су успява да спечели златния медал. По-късно съдиите дисквалифицират И Хо-сък. 
С шестия си медал Оно става състезателят по шорттрек с най-много олимпийски медали в историята на олимпийските игри. Той участва в още 3 други дисциплини с шанс да спечели още медали. Някои коментатори в САЩ започват да го наричат Майкъл Фелпс на шорттрека.
Латвиецът Харалдс Силовс, който се класира на 10-о място, става първият състезател, който участва в две състезания в един ден на зимна Олимпиада. Часове преди състезанието на 1500 м. печели 20-о място на 5000 м. в бързото пързаляне с кънки. 
| Място | Име                | Държава    | Време    | Бележки |
| ----- | ------------------ | ---------- | -------- | ------- |
| 01    | И Чън-су           | Южна Корея | 2:17.611 |         |
| 02    | Аполо Антон Оно    | САЩ        | 2:17.976 |         |
| 03    | Джон Робърт Селски | САЩ        | 2:18.053 |         |
| 4     | Оливие Жан         | Канада     | 2:18.806 |         |
| 5     | Сън Ши-бек         | Южна Корея | 2:45.010 |         |
| 6     | Лян Уънхао         | Китай      | 2:48.192 |         |
| 9     | И Хо-сък           | Южна Корея | 9:9.999  | DSQ     |

### 500 м. жени
Сериите на 500 м. жени се провеждат на 13 февруари 2010. За България в състезанието участват Евгения Раданова и Марина Георгиева-Николова. Раданова се класира за четвъртфиналите, а Георгиева-Николова е дисквалифицирана заради два фалстарта. 
Четвъртфиналите, полуфиналите и финалът на 500 м. жени се провеждат на 17 февруари 2010. Във финала печели китайката Уан Мън, пред канадката Мариан Сен-Желе и италианката Ариана Фонтана. Четвърта във финала остава канадката Джесика Грег. Евгения Раданова отпада в полуфинала и заема деветото място в крайното класиране. 
| Място | Име              | Държава  | Време  | Бележки |
| ----- | ---------------- | -------- | ------ | ------- |
| 01    | Уан Мън          | Китай    | 43.048 |         |
| 02    | Мариан Сен-Желе  | Канада   | 43.707 |         |
| 03    | Ариана Фонтана   | Италия   | 43.804 |         |
| 4     | Джесика Грег     | Канада   | 44.204 |         |
| 9     | Евгения Раданова | България | 44.047 |         |

### 1500 м. жени
Състезанието на 1500 м. жени се провежда на 20 февруари 2010. В него взимат участие 36 състезателки, разделени на шест серии по шест състезателки. Първите три от всяка серия се класират за трите полуфинала. Оставащите 18 състезателки се разделят на три полуфинала по шест състезателки като първите две се класират за Финал А, следващите две – за Финал Б, а последните две отпадат. Във финала участват осем състезателки, шестте класирали се на първите две места в трите полуфинала и две със съдийско решение, поради падания. Печели китайката Джоу Ян, а след нея остават корейките И Ън-бъл и Пак Сън-хъй. Българската представителка Евгения Раданова се класира за финала и завършва на седма позиция. Марина Георгиева-Николова отпада на полуфинала и заема 17-о място. 
| Място | Име                       | Държава    | Време    | Бележки           |
| ----- | ------------------------- | ---------- | -------- | ----------------- |
| 01    | Джоу Ян                   | Китай      | 2:16.993 | олимпийски рекорд |
| 02    | И Ън-бъл                  | Южна Корея | 2:17.849 |                   |
| 03    | Пак Сън-хъй               | Южна Корея | 2:17.927 |                   |
| 4     | Катрин Ройтер             | САЩ        | 2:18.396 |                   |
| 5     | Чо Хе-ли                  | Южна Корея | 2:18.831 |                   |
| 6     | Ерика Хусар               | Унгария    | 2:19.251 |                   |
| 7     | Евгения Раданова          | България   | 2:19.411 |                   |
| 8     | Таня Висан                | Канада     | 2:23.035 |                   |
| 17    | Марина Георгиева-Николова | България   | 2:25.604 |                   |

### 1000 м. мъже
Състезанието на 1000 м. мъже се провежда на 20 февруари 2010. Първите две места печелят южнокорейските състезатели И Хо-сък и И Чън-су. Аполо Антон Оно от САЩ печели бронзовия медал, който е седми от зимни олимпийски игри за него. По този начин той става най-успешният състезател от зимни олимпийски игри на САЩ. 
Шани Дейвис става първият мъж, който печели титлата на 1000 м. при мъжете на две поредни олимпиади.
| Място | Име             | Държава    | Време    | Бележки |
| ----- | --------------- | ---------- | -------- | ------- |
| 01    | И Чън-су        | Южна Корея | 1:23.747 |         |
| 02    | И Хо-сък        | Южна Корея | 1:23.801 |         |
| 03    | Аполо Антон Оно | САЩ        | 1:24.128 |         |
| 4     | Шарл Амлен      | Канада     | 1:24.329 |         |
| 5     | Франсоа Амлен   | Канада     | 1:25.037 |         |
| 31    | Асен Пандов     | България   | 1:28.580 |         |

### Щафета 3000 м. жени
В състезанието участват осем отбора, като на 13 февруари се провеждат два полуфинала. За финала се класират щафетите на Китай, Канада, Република Корея и САЩ. Китай подобрява олимпийския рекорд в полуфинала с време 4:08.797 мин.
Финалът на щафетата от 3000 м на жените се провежда на 24 февруари 2010. Най-добро време дава щафетата на Южна Корея, но отборът е дисквалифициран и така златните медали получават китайките, пред канадките и американките. Времето на китайките е нов световен рекорд. 
| Място | Име                                                                 | Държава | Време    | Бележки         |
| ----- | ------------------------------------------------------------------- | ------- | -------- | --------------- |
| 01    | Сун Линлин Уан Мън Джан Хуей Джоу Ян                                | Китай   | 4:06.610 | световен рекорд |
| 02    | Джесика Грег Калина Роберж Мариан Сен-Желе Таня Висан               | Канада  | 4:09.137 |                 |
| 03    | Алисън Бейвър Алисън Дудек Лана Геринг Катрин Ройтер Кимбърли Дерик | САЩ     | 4:14.081 |                 |

### 500 м. мъже
Финалът на 500 м. мъже се провежда на 26 февруари 2010. Първото и третото място заемат канадците Шарл Амлен и Франсоа-Луи Трамбле. Сребърният медал печели южнокореецът Сън Ши-бек, въпреки че пада на последния завой. Един от фаворитите Аполо Антон Оно не завършва след падане. 
| Място | Име                 | Държава    | Време  | Бележки |
| ----- | ------------------- | ---------- | ------ | ------- |
| 01    | Шарл Амлен          | Канада     | 40.981 |         |
| 02    | Сън Ши-бек          | Южна Корея | 41.340 |         |
| 03    | Франсоа-Луи Трамбле | Канада     | 46.366 |         |

### 1000 м. жени
Финалът на 1000 м. жени се провежда на 26 февруари 2010. Печели китайката Уан Мън, пред американката Катрин Ройтер и южнокорейката Пак Сън-хъй. Българската представителка Евгения Раданова отпада в квалификационните серии, които се провеждат на 24 февруари. В тях Ройтер подобрява олимпийския рекорд с време 1:30.508. 
| Място | Име           | Държава    | Време    | Бележки |
| ----- | ------------- | ---------- | -------- | ------- |
| 01    | Уан Мън       | Китай      | 1:29.213 |         |
| 02    | Катрин Ройтер | САЩ        | 1:29.324 |         |
| 03    | Пак Сън-хъй   | Южна Корея | 1:29.379 |         |

### Щафета 5000 м. мъже
Щафетата от 5000 м на мъжете се провежда на 26 февруари 2010. Златните медали печели отборът на Канада със световен рекорд, пред Южна Корея и САЩ. За Шарл Амлен това е вторият златен медал за деня, след като печели състезанието на 500 м. Аполо Антон Оно печели осмия си медал от участие на три Олимпиади, с което подобрява рекорда на състезателката по бързо пързаляне с кънки Бони Блеър. 
| Място | Име                                                                        | Държава    | Време    | Бележки         |
| ----- | -------------------------------------------------------------------------- | ---------- | -------- | --------------- |
| 01    | Шарл Амлен Франсоа Амлен Оливие Жан Франсоа-Луи Трамбле Гийом Бастий       | Канада     | 6:44.224 | световен рекорд |
| 02    | Куак Юн-ги И Хо-сък И Чън-су Сън Ши-бек Ким Сън-ил                         | Южна Корея | 6:44.446 |                 |
| 03    | Джон Робърт Селски Травис Джейнър Джордан Малоун Аполо Антон Оно Саймън Чо | САЩ        | 6:44.498 |                 |

### Общо класиране мъже
| Дисциплина | Злато      | Злато      | Злато     | Сребро          | Сребро  | Сребро    | Бронз              | Бронз   | Бронз     |
|            | Състезател | Държава    | Време (м) | Състезател      | Държава | Време (м) | Състезател         | Държава | Време (м) |
| 500 метра  |            |            |           |                 |         |           |                    |         |           |
| 1000 метра |            |            |           |                 |         |           |                    |         |           |
| 1500 метра | И Чън-су   | Южна Корея | 2:17.611  | Аполо Антон Оно | САЩ     | 2:17.976  | Джон Робърт Селски | САЩ     | 2:18.053  |
| Щафета     |            |            |           |                 |         |           |                    |         |           |

### Общо класиране жени
| Дисциплина | Злато        | Злато   | Злато     | Сребро       | Сребро  | Сребро    | Бронз        | Бронз   | Бронз     |
|            | Състезателка | Държава | Време (м) | Състезателка | Държава | Време (м) | Състезателка | Държава | Време (м) |
| 500 метра  |              |         |           |              |         |           |              |         |           |
| 1000 метра |              |         |           |              |         |           |              |         |           |
| 1500 метра |              |         |           |              |         |           |              |         |           |
| Щафета     |              |         |           |              |         |           |              |         |           |